# Undine Materni
Undine Materni (* 1963 in Sangerhausen) ist eine deutsche Schriftstellerin, die Lyrik und Prosa schreibt.

## Leben
Undine Materni erlangte 1982 das Abitur und studierte zunächst Chemie, 1987 erhielt sie in diesem Fach das Diplom. Sie arbeitete u. a. als Forschungsingenieurin, Altenpflegerin und Kellnerin und war Mitherausgeberin der Zeitschrift reiterIn Dresden. Von 1990 bis 1993 studierte sie am Deutschen Literaturinstitut Leipzig. Später war sie u. a. als  Verlagsmitarbeiterin im Goldenbogenverlag Dresden tätig und arbeitete im Ausländerrat Dresden e. V.
Seit 2006 arbeitet sie als freie Autorin, Lektorin und Publizistin, Kolumnistin, Kunst- und Literaturkritikerin.
Sie war mehrfach Stipendiatin des Freistaates Sachsen und ist Mitglied des Literaturforum Dresden e. V.
Undine Materni lebt in Dresden und hat einen Sohn.

## Preise und Auszeichnungen
- MDR-Literaturpreis für Kurzgeschichten, 2000[2]
- Christine-Lavant-Literaturwettbewerb, Wolfsberg/Kärnten (Österreich), 2003
- Frau AVA-Literaturwettbewerb, Paudorf-Göttweig, 2006
- Literaturförderpreis des Sächsischen Staatsministeriums für Wissenschaft und Kunst, 2008
- 2. Preis zum Silberberlyrikpreis, Gardelegen 2013

## Veröffentlichungen
- „Irr-Land“, Gedichte, Hellerau-Verlag Dresden 1996
- „Das beharrliche Unglück der Dinge“, Verlag Janos Stekovics, Halle/Saale 2000
- „Amaterasu oder die Gunst der Göttin“, gemeinsam mit Katharina Fimmel und Kazuya Nakagawa, Theaterstück, UA 1999. / Gleichnamiges Kinderbuch, Dresden 2000 (Selbstverlag, 50 Exemplare)
- „Friedas Himmelfahrt“, Künstlerbuch, gemeinsam mit der Dresdner Malerin und Grafikerin Petra Kasten, Dresden 2003
- „Landgang im November“, Verlag Die Scheune, Dresden 2004
- „Die Tage kommen über den Fluss“, Gedichte Deutsch/Polnisch, Edition Tikkun, Warschau 2005 (Nachdichtungen Marek Śnieciński)
- „Stadtbild – unstatthaft | Eine Verführung“, Ein Ausstellungsprojekt zur Wiederbelebung verlorener Orte, gemeinsam mit Claudia Reh, Dresden 2006
- „Zwischen den Monden“, Künstlerbuch mit Arbeiten der Dresdner Malerin Leonore Adler, Dresden 2008
- „Das abwesende Haus meines Vaters“, Projekteverlag, Halle/S. 2012
- „Wünschen und Wollen“, Köln 2018
- „Vom Folgen und Bleiben“, mikrotext, 2023

### Anthologien und Literaturzeitschriften (Auswahl)
- Die unter dreißig, Mitteldeutscher Verlag 1990
- Dresdner Material, Dresden 1990
- reiterIn, Dresden, 1991, 1992, 1993
- Monolog des Sandes, Dresden 1992
- Fortgesetztes Wagnis, Berlin 1992
- perspektive, Österreich, 1992
- Ostragehege, Dresden 1992–2004
- Sinn und Form, Berlin 1993, 1994, 1996, 1997, 1998
- Freies Gehege, Almanach Sächsischer Autoren, Leipzig 1994
- Warteräume im Klee, Buchlabor Dresden, 1995
- Schokoladenbruch, Ein Neustadtlesebuch, Verlag DIE SCHEUNE, Dresden 1995
- neue deutsche literatur, Berlin 1995, 1999, 2002
- pomosty, Wrocław, 1996
- Der heimliche Grund, Kiepenheuerverlag 1996
- Schwarze Schuhe, Ein FrauenLesebuch, Verlag DIE SCHEUNE, Dresden 1996
- Literatur und Kritik, 2/98 Salzburg
- Es ist Zeit, wechsle die Kleider, Sonderheft von OSTRAGEHEGE, Dresden 1998
- Landschaft mit Leuchtspuren, Reclamverlag 1999
- Grüner Mond und andere Erzählungen, Verlag Faber und Faber 1999
- Zum anderen Ufer, 3. Anthologie der Unabhängigen Schriftsteller Assoziation Dresden, Verlag DIE SCHEUNE, Dresden 1999
- Lubliner Lift, Deutsch-Polnische Anthologie (Nachdichtungen), Verlag DIE SCHEUNE 1999 (auch in Polen erschienen)
- Der Garten meines Vaters, Vorstadtgeschichten, Verlag DIE SCHEUNE, 1999
- ZPG, Zeitschrift für Gottesdienst, Gütersloh 2001
- Ofra, Die schönsten Liebesgedichte aus zehn Jahren, Verlag Janos Stekovics, Halle/Saale 2003

- Ralph Grüneberger (Hg.)/Gesellschaft für zeitgenössische Lyrik. Poesiealbum neu. Ausgabe 1/2013.